# 塚田雄二
塚田 雄二（つかだ ゆうじ、1957年12月28日 - ）は、山梨県甲府市出身 の元サッカー選手、サッカー指導者。山梨県立韮崎高等学校、日本体育大学卒業。Uスポーツクラブ代表、2018年度まで山梨学院大学スポーツ科学部教授と山梨学院大学サッカー部監督を務めていた。

## 経歴
中学1年の途中からサッカーを始める。山梨県立韮崎高等学校時代にはインターハイに優勝し、体育教師を目指して日本体育大学に進学。卒業後は山梨に戻り高校の教員としてサッカー部を指導していたが、その後、高校を辞めて幼稚園で体育の指導および園児たちを対象としたサッカー教室を始める。またそれらと並行して日本サッカーリーグ2部（JSL2部）に在籍していた甲府サッカークラブ（現 ヴァンフォーレ甲府）で選手として1980年より9年間活動した。
ドイツのケルンで見た地域に根ざしたスポーツクラブのあり方に感化され、1989年に「Uスポーツクラブ」を設立する。塚田は実家のぶどう畑を潰し、その跡地に子供たちを指導するためのグラウンドを造成した。1995年、甲府クラブから改称したヴァンフォーレ甲府の初代監督に就任した。1999年からのJ2リーグへの参加の際、Jリーグ加盟の社会人トップチームで監督を務める場合に必要なS級指導者ライセンスを保有していなかったため、一旦総監督となる（正式な監督は勝俣進）。その後正式にS級ライセンスを保有するようになって2000年から監督に復帰するが、2年連続でJ2最下位となり退任。
2001年から日本サッカー協会指導者養成インストラクターに就任し、2002年からセレッソ大阪に移籍。C大阪との関係は、彼がS級ライセンスを取得する際の指導者養成インストラクターが西村昭宏であったことからである。当初は西村のもとでヘッドコーチを務めたが、2003年10月に成績不振により西村が解任されてからは監督として指揮を取り、天皇杯全日本サッカー選手権大会準優勝に導く。
その後はユースチームの総監督とU-18（高校生年代）チームの監督、育成アドバイザーを歴任したが、2005年9月で退団した。2005年10月より2006年1月31日まで関東担当JFAナショナルトレセンコーチとなる。2005年10月のU-20日本代表ベトナム遠征監督。
2006年、C大阪で育成アドバイザーを務めていたが、同シーズンはチームが開幕から不振だったことから、解任された小林伸二の後任として4月18日に急遽2度目の監督就任となった。2006年12月2日のJ1リーグ戦最終節の敗戦によりクラブがJ2降格となった事を受け、責任をとり監督を辞任した。
2009年から山梨学院大学経営情報学部教授と山梨学院大学サッカー部監督に就任した。2016年より山梨学院大学にスポーツ科学部が置かれたため、スポーツ科学部教授に異動。
横森巧は韮崎高校時代の恩師であり、2018年度までは学校法人山梨学院に共に在籍していた。

## 所属クラブ
- 山梨県立韮崎高等学校
- 日本体育大学
- 1980年- 甲府サッカークラブ

## 指導者経歴
- 1989年- Uスポーツクラブ：代表
- ヴァンフォーレ甲府
  - 1995年-1998年：監督
  - 1999年：総監督
  - 2000年：監督
- 2001年 日本サッカー協会：指導者養成インストラクター
- セレッソ大阪
  - 2002年-2003年10月：ヘッドコーチ
  - 2003年10月-2004年1月：監督
- 2004年 日本サッカー協会：ナショナルトレセンコーチ
- セレッソ大阪
  - 2005年1月-2005年9月 ：U-18監督、ユース総監督
  - 2005年9月：育成アドバイザー
- 2005年10月-2006年1月 日本サッカー協会：ナショナルトレセンコーチ
  - 2005年10月 U-20日本代表：監督
- セレッソ大阪
  - 2006年：育成アドバイザー
  - 2006年4月-2006年12月：監督
- 2009年4月-2019年3月 山梨学院大学サッカー部：監督

## 監督成績
| 年度 | 所属  | クラブ | リーグ戦 | リーグ戦 | リーグ戦 | リーグ戦 | リーグ戦 | リーグ戦 | カップ戦   | カップ戦 | 備考 |
| 年度 | 所属  | クラブ | 順位     | 試合     | 勝点     | 勝利     | 引分     | 敗戦     | ナビスコ杯 | 天皇杯   | 備考 |
| ---- | ----- | ------ | -------- | -------- | -------- | -------- | -------- | -------- | ---------- | -------- | ---- |
| 1995 | 旧JFL | 甲府   | 9位      | 30       | 43       | 14       | -        | 16       | -          | 予選敗退 |      |
| 1996 | 旧JFL | 甲府   | 11位     | 30       | 33       | 11       | -        | 19       | -          | 2回戦    |      |
| 1997 | 旧JFL | 甲府   | 6位      | 30       | 52       | 19       | -        | 11       | -          | 3回戦    |      |
| 1998 | 旧JFL | 甲府   | 4位      | 30       | 59       | 22       | -        | 8        | -          | 4回戦    |      |
| 2000 | J2    | 甲府   | 11位     | 40       | 18       | 5        | 3        | 32       | 1回戦      | 4回戦    |      |
| 2003 | J1    | C大阪  | 12位     | 6        | 10       | 3        | 1        | 2        | -          | 準優勝   |      |
| 2006 | J1    | C大阪  | 17位     | 26       | 23       | 5        | 8        | 13       | 準々決勝   | 4回戦    |      |

- 2003年は10月より（順位は最終順位）。
- 2006年は4月より（順位は最終順位）。